# Barbatula phoxinoides
Barbatula phoxinoides är en fiskart som beskrevs av Erk'akan, Nalbant och Özeren 2007. Barbatula phoxinoides ingår i släktet Barbatula och familjen grönlingsfiskar. Inga underarter finns listade.